# 马风镇
马风镇，是中华人民共和国辽宁省鞍山市海城市下辖的一个乡镇级行政单位。

## 行政区划
马风镇下辖以下地区：
马风社区、三道沟村、二道村、前马村、孟官村、大房身村、东陵村、石门村、范马村、杨马村、孔马村、石安村、楼房村、材木村、朱红村、祝家村、腰岭村和王官村。